# Peperomia hylophila
Peperomia hylophila är en pepparväxtart som beskrevs av C. Dc. och Henri François Pittier. Peperomia hylophila ingår i släktet peperomior, och familjen pepparväxter. Inga underarter finns listade i Catalogue of Life.